# Famille Monoky
Monoky de Monok (monoki Monoky en hongrois) est le patronyme d'une ancienne famille de la noblesse hongroise. 

## Origine
Originaire du comté de Zemplén, la famille est issue du Clan Bogáth-Radván (hu) (Bogáth-Radván nemzetség, "genus") et a une origine commune avec les familles Rákóczy, Morvay, Körtvélyessy, Czékei et Isépy. Elle tire son nom de son fief de Monok qu'elle possède depuis le XIVe siècle.
Leur devise « Avec loyauté et valeur » (Hűséggel és vitézséggel en hongrois) commémorerait le courage dont a fait preuve l'un de leurs ancêtres lors du tournoi chevaleresque qui a suivi le couronnement du roi Saint Étienne.

## Principaux membres
Le premier membre connu de la famille est László Monoky, mentionné entre 1310 et 1333. 
- Mihály Monoky (fl. 1362), fils du précédent, alispán de Sáros. 
  - Sandrin de Monok (fl. 1395), maître de la Table. Fils du précédent.
  - István Monoky, grand chanoine (őrkanonok) de Fehérvár. Frère du précédent.
  - Péter de Dob (fl. 1373-1406), főispán de Szabolcs. Frère du précédent.
  - Ilona Monoky (fl. 1367-1400), épouse de László Tornai

- Simon Monoky (fl. 1349-1370), vice-maître du trésor du royaume. Fils du précédent László.
- János Monoky († 1598), capitaine du château de Fülek (hu).
- baron Mihály Monoki († 1644), fils du précédent. Capitaine d'Ónod (1607), il reçoit en 1625 le titre de baron du roi Ferdinand II pour lui et sa famille.
- Ferencz Monoky, alispán de Abaúj. Frère du précédent.
- Ferencz Monoki (fl. 1703-1709), colonel Kuruc sous Ferenc Rákóczi lors de la guerre d'Indépendance de Rákóczi, fils du précédent.

## Sources
- Iván Nagy : Magyarország családai, III-IV., pages 8-14, Pest, 1857-1868